# Сокољническа линија
Сокољническа линија (рус. Соко́льническая ли́ния, до 1990. - Кировско-фрунзенска) московског метроа је прва линија московског метроа. Линија повезује североисток Москве (Богородско, Сокољники) са њеним југозападом (Хамовники, Московски универзитет). Отворена је 15. маја 1935, има 27 станица, дуга је 47 km. На линији од 1954. саобраћа 7 композиција воза. Посљедња станица на тој линији је отворена 2002, после 19 година реконструкције.
Сокољническа линија је и прва изграђена линија московског метроа. До 1938. имала је крак ка станици Кијевскаја (сада станицу користе линије  3   4  и  5 ), када је ту отворен први део линије  3 .

## Тип вагона
Од 1954. ову линију користе седмоколни возови типа В. Међутим, с временом су овакви возови застарели и од 1996. користе се модерни возови типа 81-717.5А/714.5А и 81-717.5М/714.5М. 2018. продужен је возни систем депоа Черкизово на осам вагона.